# ناو کلاس اورالندو
کروزر کلاس اورالندو (به انگلیسی: Orlando-class cruiser) یک کلاس از کشتی است که طول آن ۳۰۰ فوت (۹۱ متر) می‌باشد.